# Plakette
Eine Plakette ist ein allgemein eher kleines Schild aus Metall, Kunststoff, u. a. mit beliebiger Form. Die Plakette ist verwandt mit der Medaille.
Die Plakette ist einseitig mit einer reliefartigen Darstellung, teilweise auch mit einer Beschriftung versehen. Plaketten werden meistens auf einem anderen Gegenstand aufgebracht, z. B. an ein Bauteil oder auf einen Stein, aber auch auf Bekleidung. Verbandsabzeichen sind als Brustanhänger in Plakettenform gehalten.
Plaketten dienen meist der Dokumentation oder Kennzeichnung. Sie können auch eine Gruppe oder eine berufliche Funktion symbolisieren (z. B. Kriminaldienstmarke). Plaketten sind auch die Pioneer-Plaketten zweier Raumsonden aus den 1970er Jahren. Derzeit sind in Deutschland die Feinstaubplakette und damit einhergehende Fahrverbote ein großes Thema.

## Wortherkunft
Plakette wurde zu Beginn des 20. Jahrhunderts aus dem französischen plaquette für kleine Tafel oder Gedenktäfelchen entlehnt, eine Verkleinerungsform des französischen Wortes plaque für Platte, Täfelchen.

## Plaketten in der Kunst

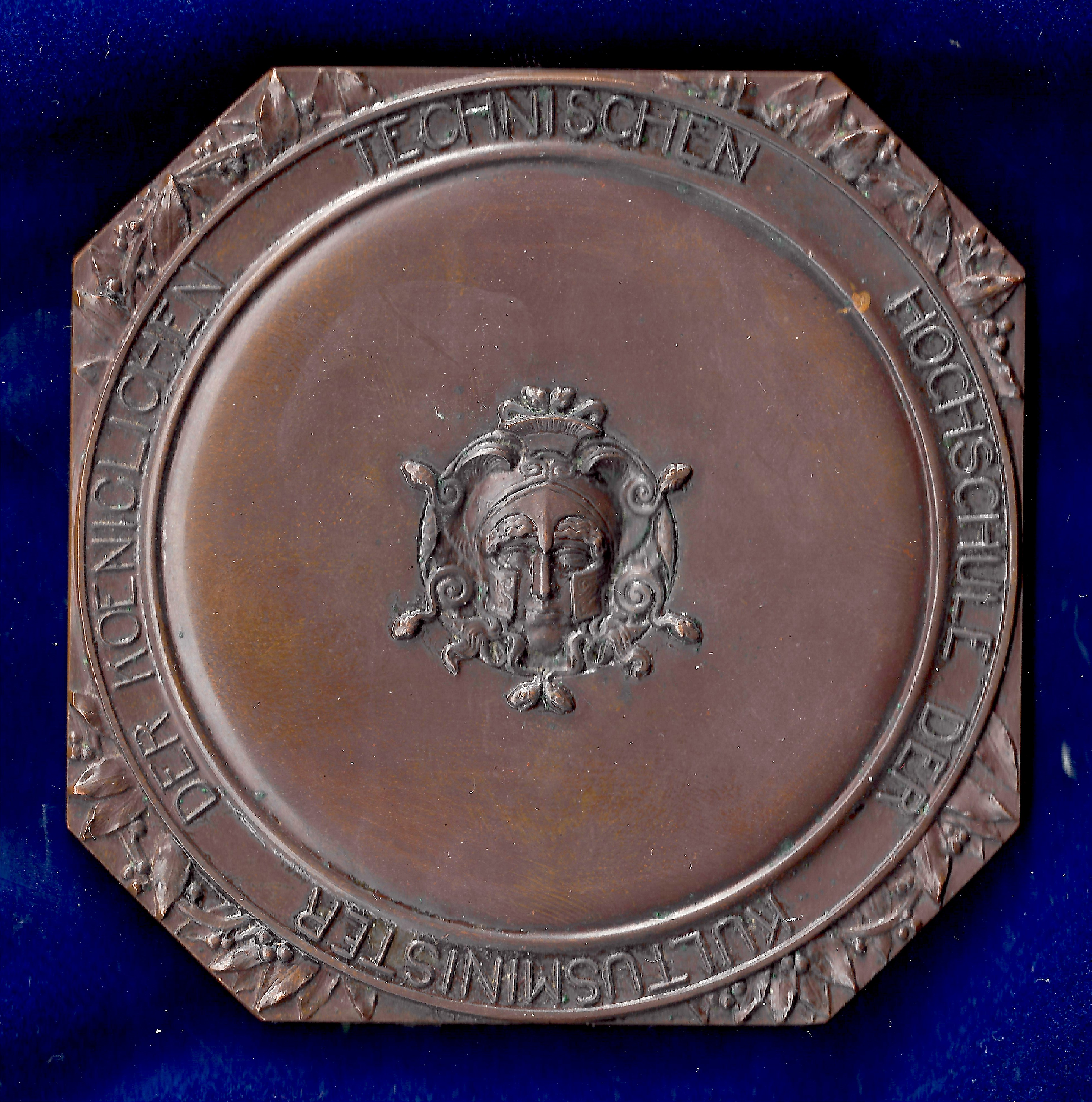
1899 beidseitige Plakette im frühen Jugendstil, zum 100. Jubiläum der TH Berlin von August Vogel, Vorderseite.

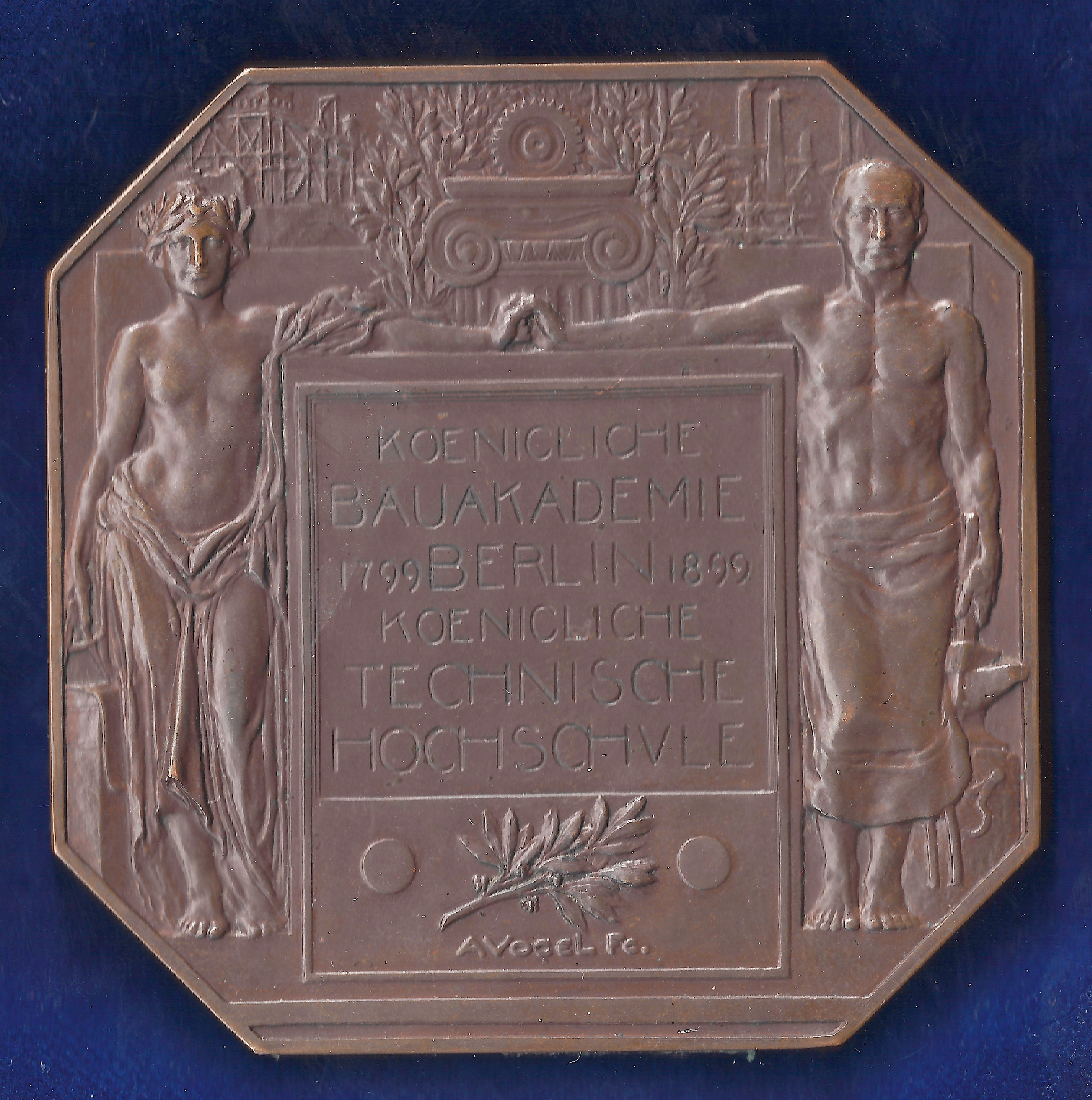
Die Rückseite dieses Werkes.

Im 15. und 16. Jahrhundert wurden kleine, oftmals viereckige Bronzetafeln mit religiösen, mythischen und allegorischen Darstellungen als Relief angefertigt. Ihre Blütezeit hatten diese Plaketten in der italienischen und deutschen Renaissance; ein bedeutender Meister war Peter Flötner. Sie wurden vor allem in Altäre, Tabernakel, Kandelaber, Leuchter, Lampen, Kästchen, Tintenfässer und Schwertgriffe eingelassen oder als Hutspangen sowie als Schmuck bei Baretten verwendet. Später sind die Plaketten von französischen und anderen Medailleuren nachempfunden und zu selbständigen Kunstwerken als Ersatz von Medaillen ausgeformt worden.

Galerie
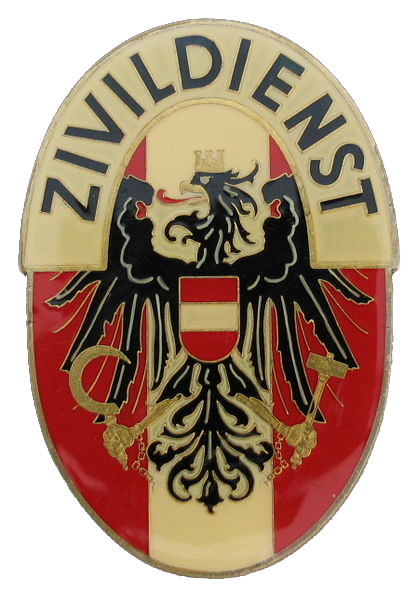
Plakette des österreichischen Zivildienstes, mittlerweile durch Plastikkarte oder bei Dienstkleidung durch Stoffabzeichen ersetzt
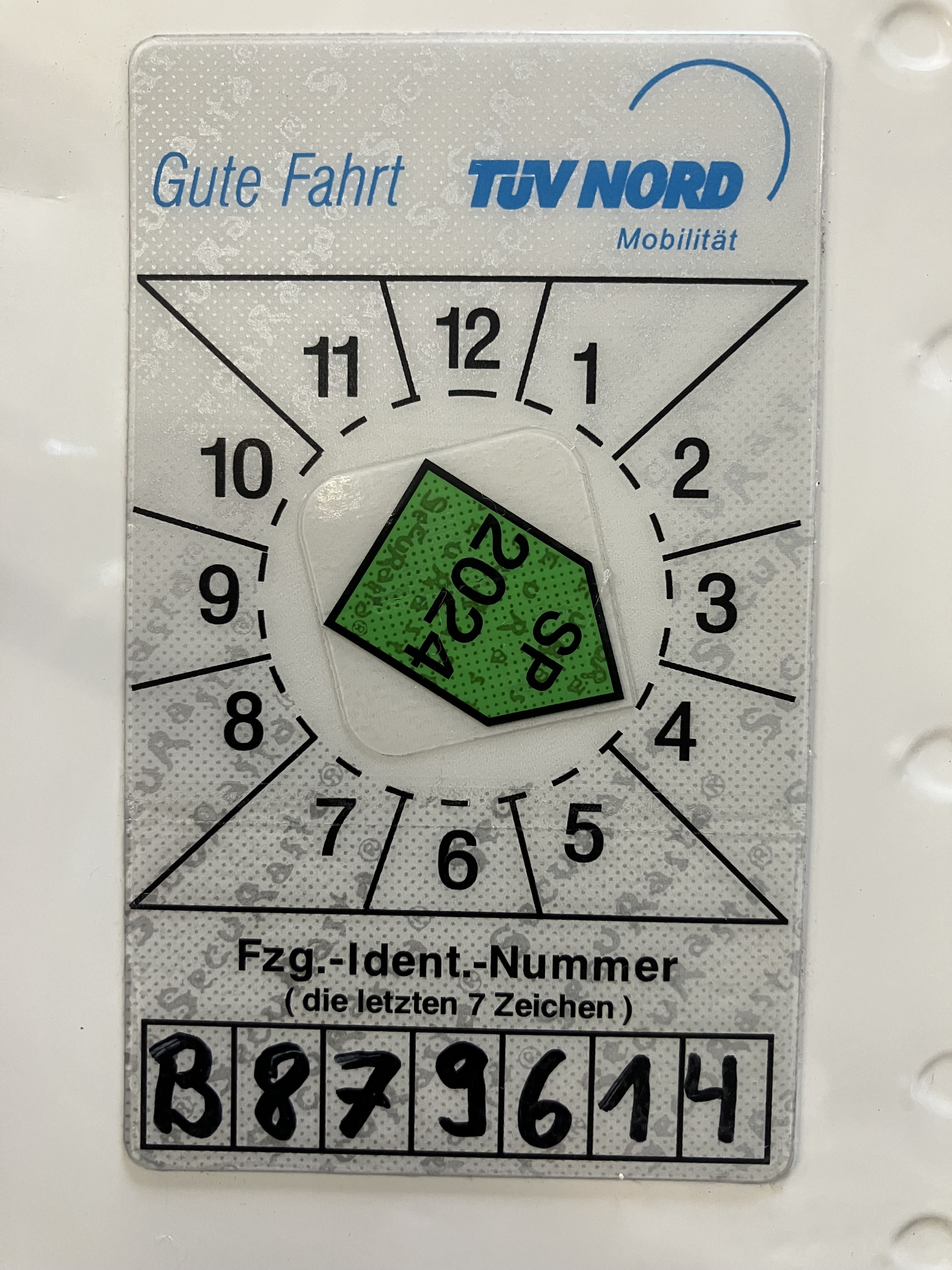
Plakette der Sicherheitsprüfung (Kfz)
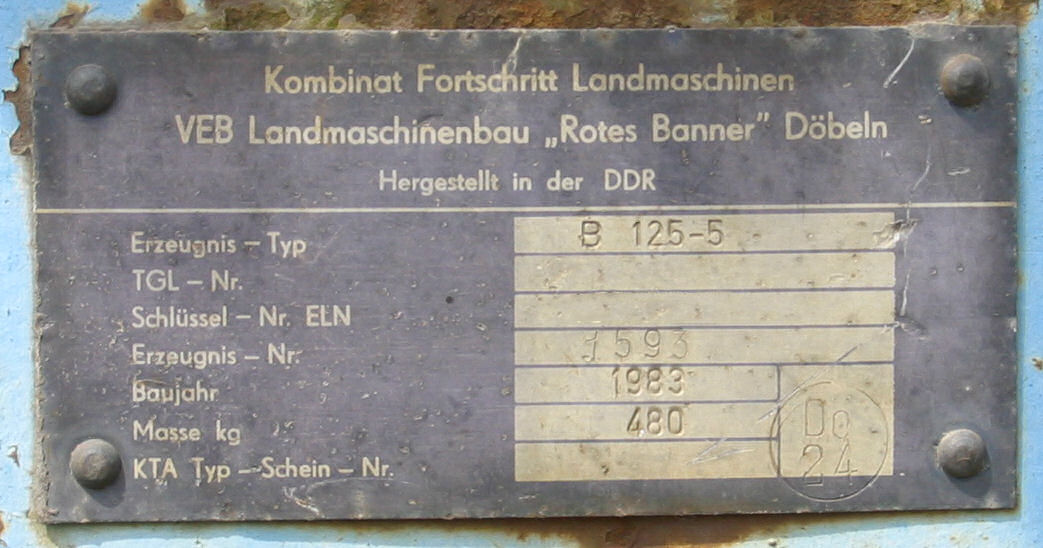
Plakette (Typenschild) des VEB Landmaschinenbau „Rotes Banner“ Döbeln im Kombinat Fortschritt Landmaschinen
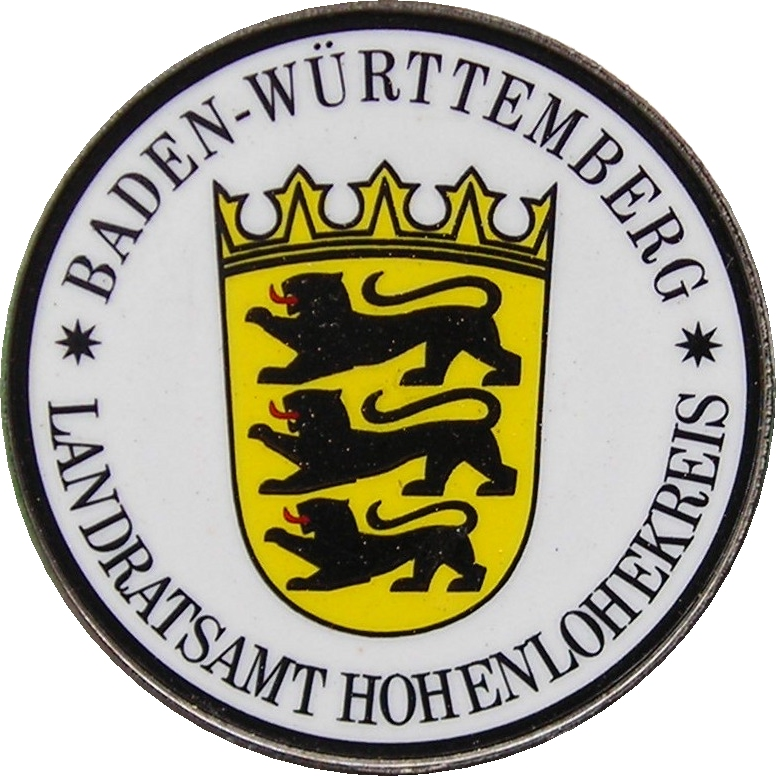
Dienstsiegel des Landratsamtes Hohenlohekreis als Bestätigung für die Zulassung von Fahrzeugen zum Straßenverkehr in Form einer (Zulassungs)plakette
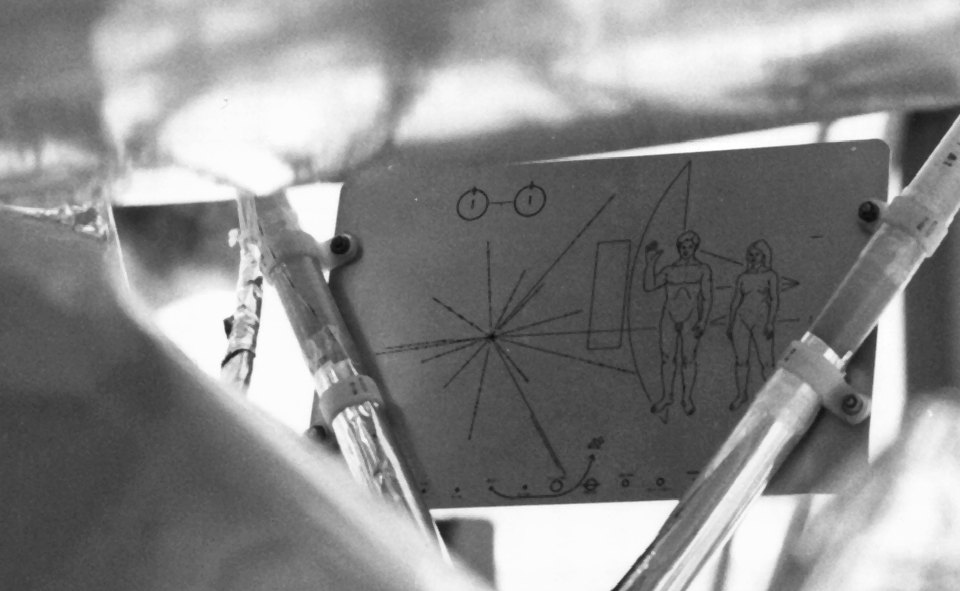
An Pioneer 10 angebrachte Plakette
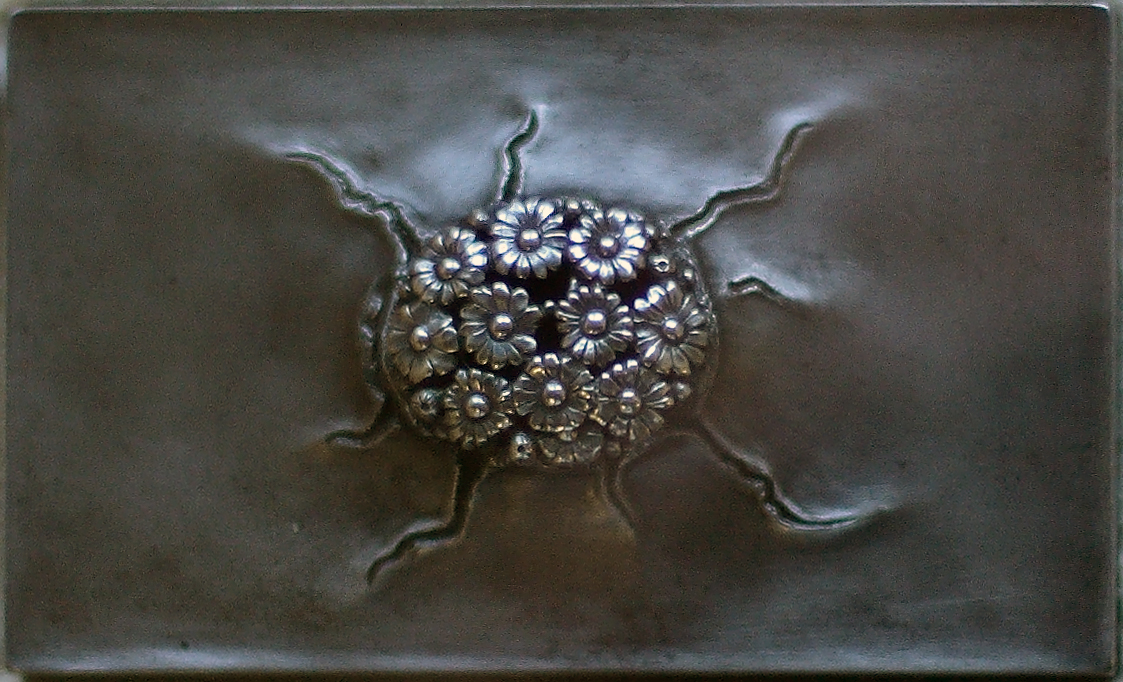
Evangelium. Künstlerisch gestaltete Plakette aus Waffenstahl (1921, Michael Blümelhuber, Museum der Stadt Steyr)
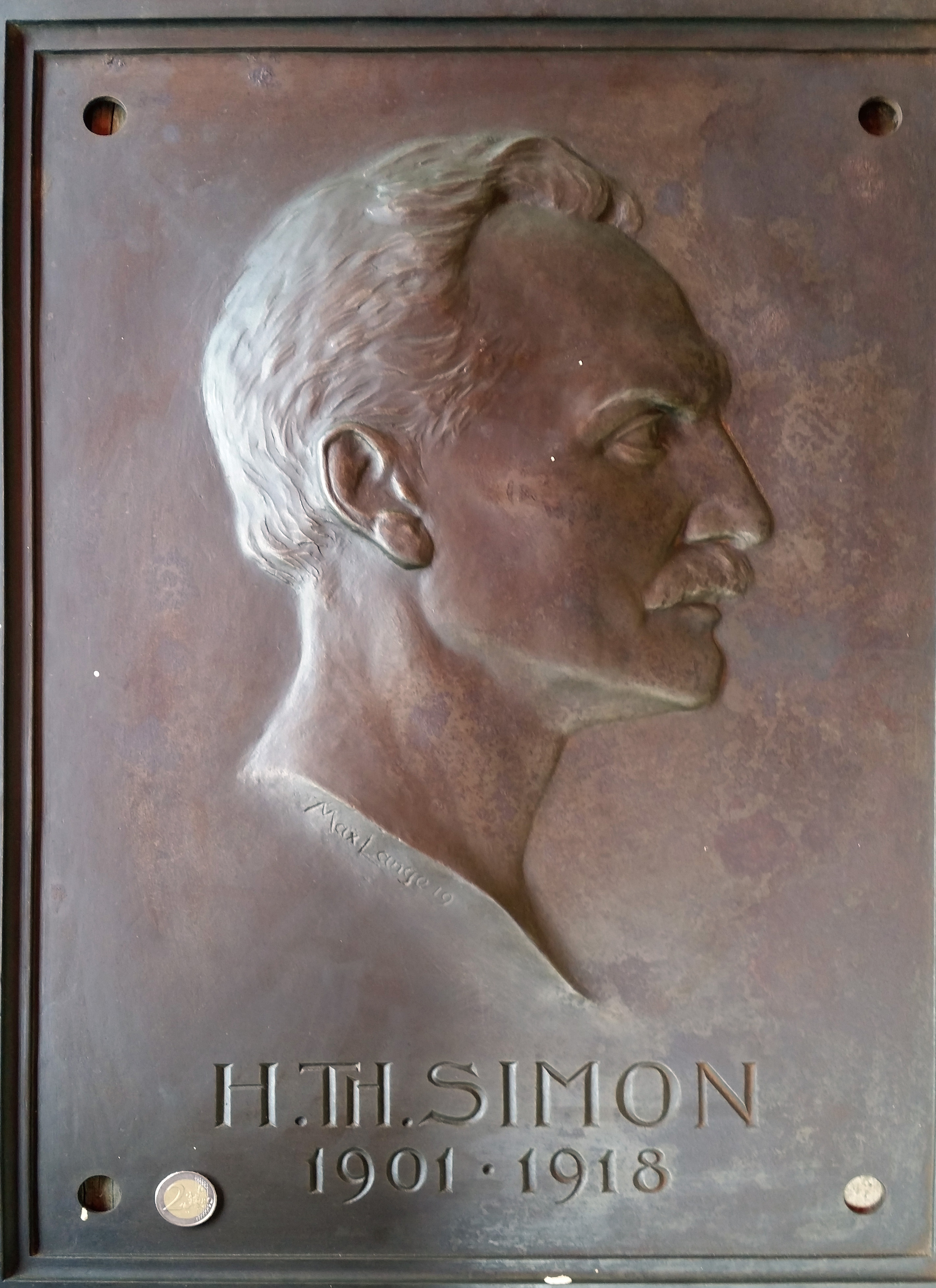
Einseitige Gussplatte (Plakette, Medaille) 430 × 600 mm des Hermann Theodor Simon. Werk Max Lange in der Zeit in Göttingen von 1919. Guss Firma Hermann Gladenbeck
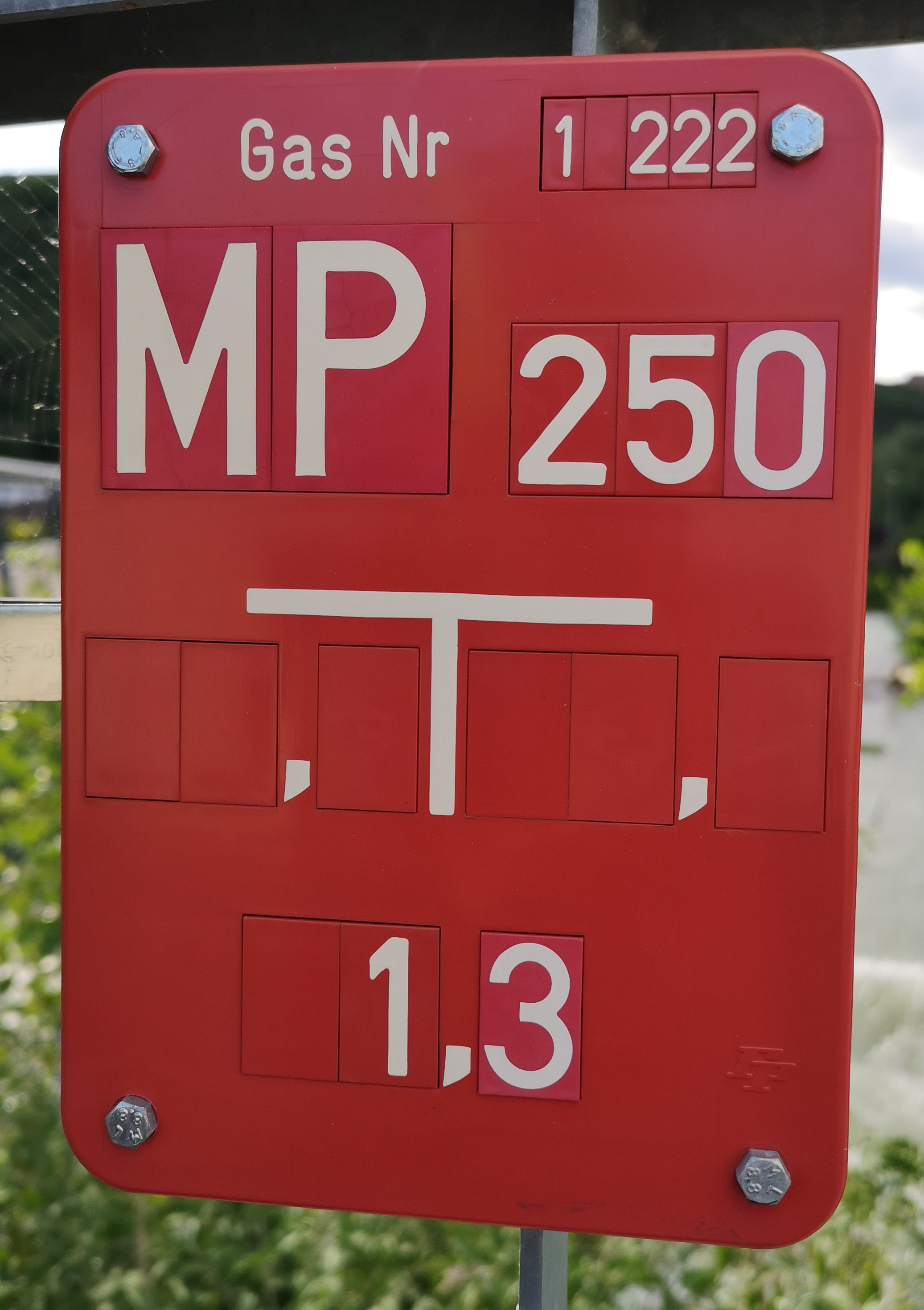
Plakette einer Erdgasleitung bei Bozen (Südtirol)
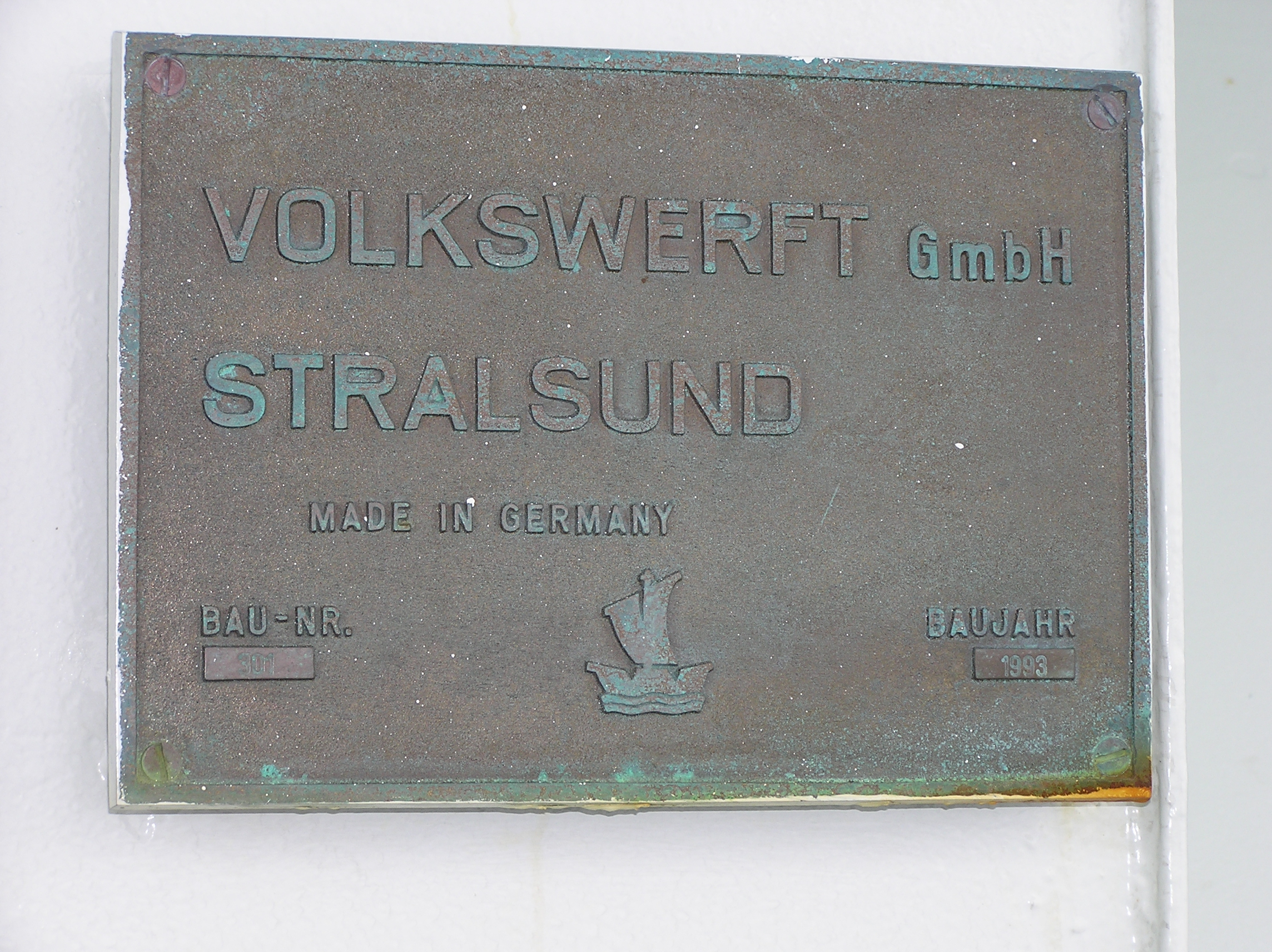
Ein Werftschild als Plakette
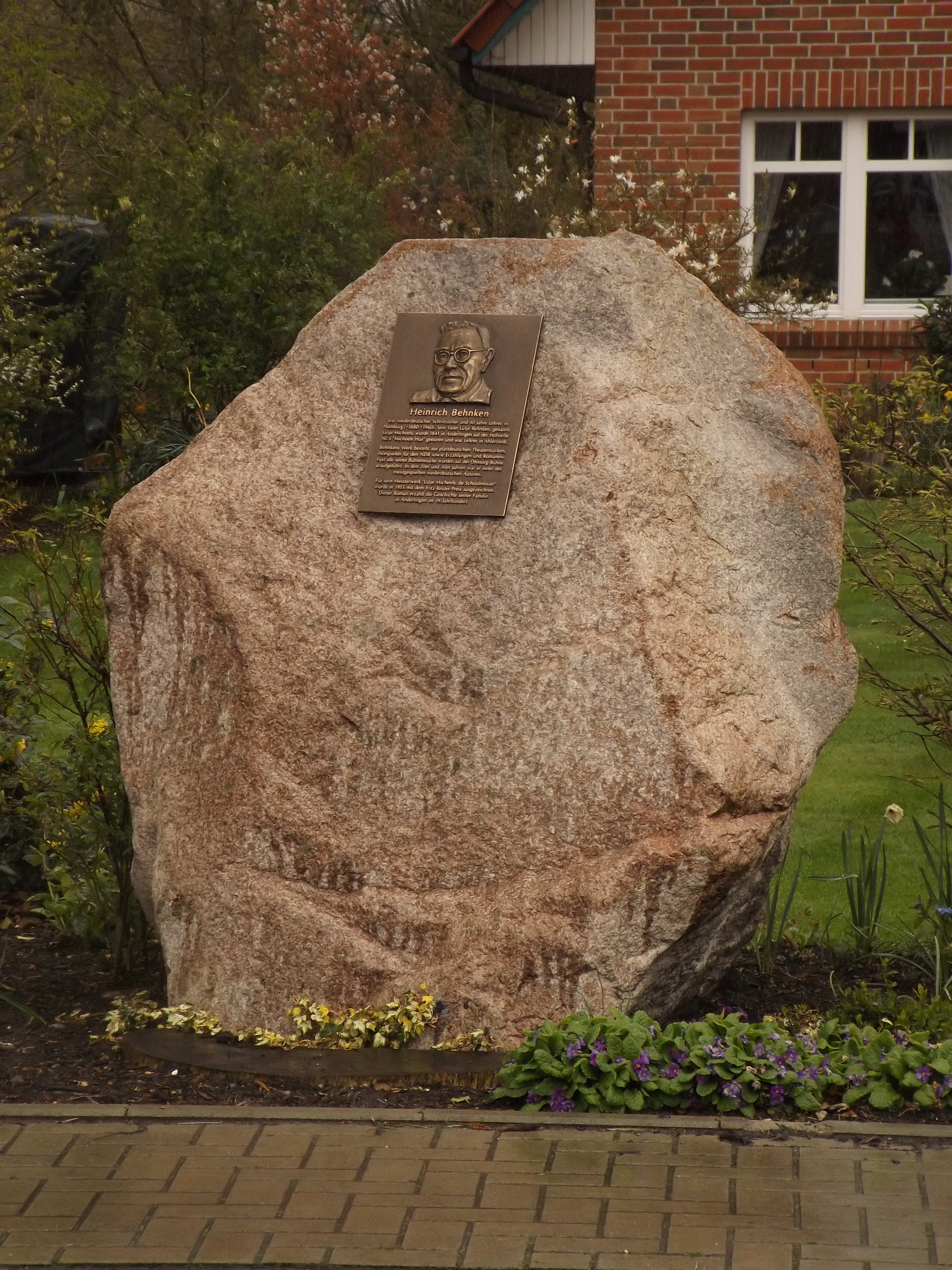
Plakette auf Gedenkstein (Inschrift)